# 徐鸿道
徐鸿道（1942年11月—），男，浙江嘉兴人，中华人民共和国翻译、政治人物，浙江省人民政府原省长助理，浙江省政协原副主席，中国农工民主党中央委员会原常务委员，第八届全国人大代表，第九、十届全国政协委员。